# Praktspirea
Praktspirea (Spiraea japonica) är en växtart i familjen rosväxter. Dess naturliga utbredningsområde sträcker sig från Himalaya till Korea och Japan.